# Барчис (Порденоне)
Барчис (итал. Barcis) је насеље у Италији у округу Порденоне, региону Фурланија-Јулијска крајина.
Према процени из 2011. у насељу је живело 223 становника. Насеље се налази на надморској висини од 413 м.

## Становништво
| 1936. | 1951. | 1961. | 1971. | 1981. | 1991. | 2001. | 2011. |
| ----- | ----- | ----- | ----- | ----- | ----- | ----- | ----- |
| 1.051 | 1.056 | 843   | 534   | 462   | 350   | 306   | 261   |